# Flyball
Flyball – psi sport, wyścigi równoległe psich sztafet. Zadanie każdego psa polega na przebiegnięciu przez cztery przeszkody do maszyny tzw. boxu, który po naciśnięciu przednimi łapami, wyrzuca piłkę. Następnie pies z piłką wraca do właściciela przez te same przeszkody. Wszystko w jak najkrótszym czasie. 
Sport ten uprawia się w drużynach, składających się z czterech psów.

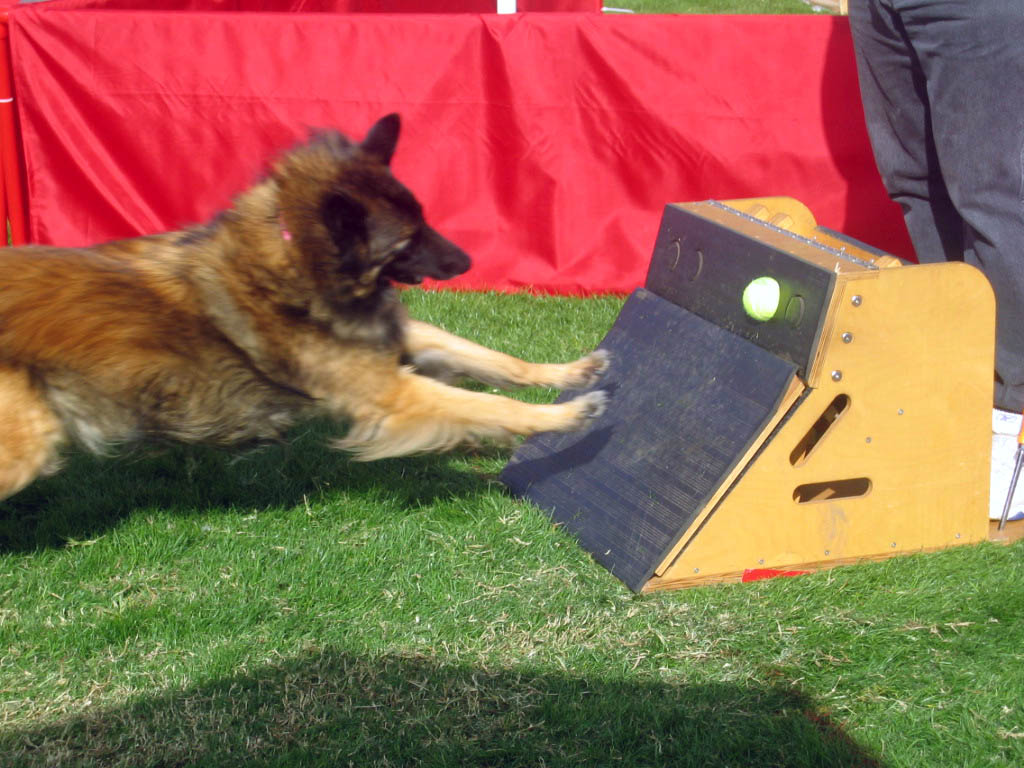
Tervueren naciskający wyrzutnię

Na torze znajdują się cztery płotki ustawione 3,05 m od siebie, w tym pierwszy z nich znajduje się w odległości 1,83 m od linii startu-mety (fotokomórki), a ostatni 4,57 m od boxu flyballowego. Łącznie daje to 15,55 m długości toru. Wysokość przeszkód (15 cm – 32,5 cm) zależy od długości kości łokciowej najniższego psa w drużynie. 

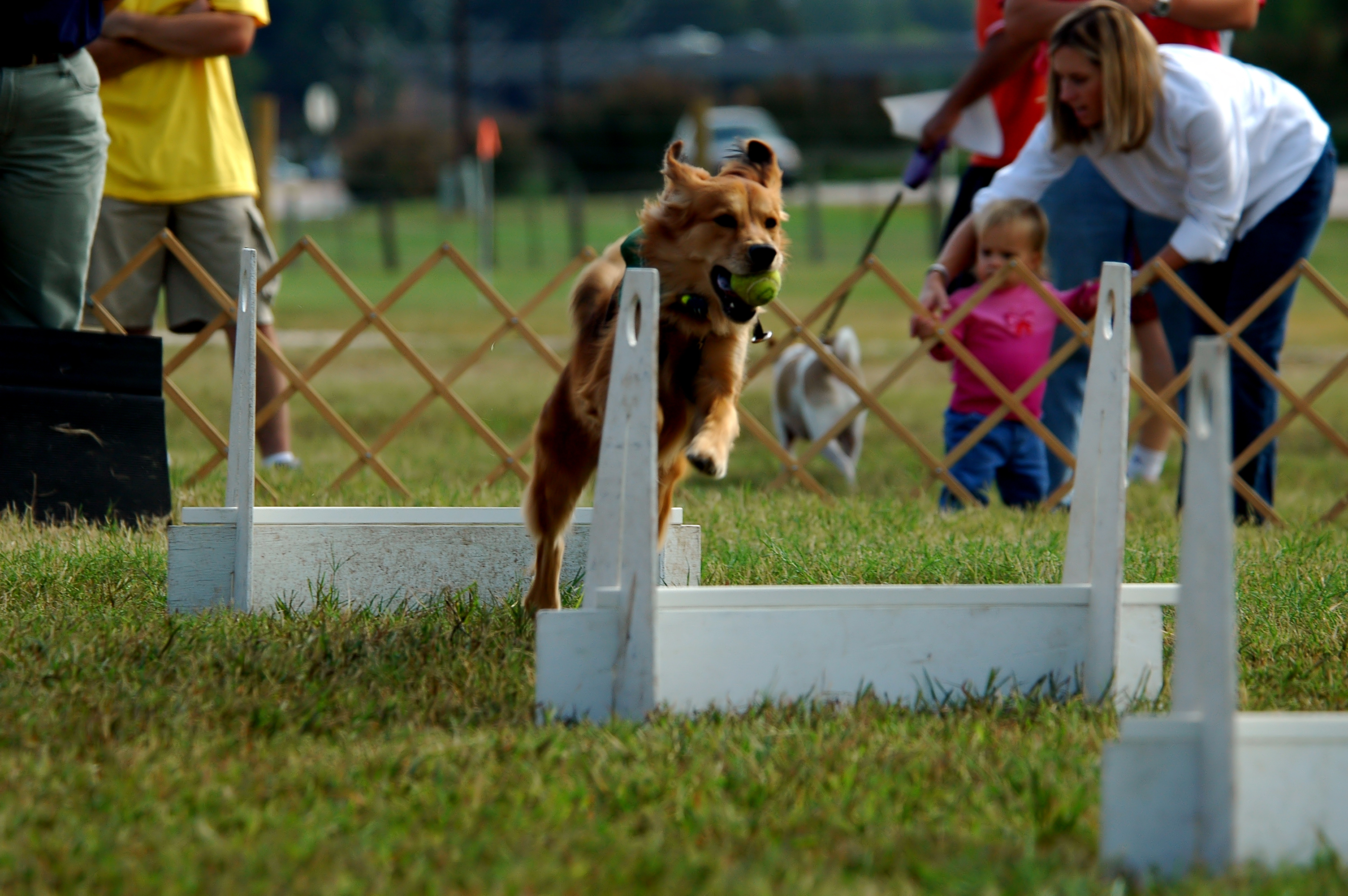
Golden retriever podczas pokonywania przeszkód

Opiekunowie psów podczas trwania wyścigu pozostają poza linią startu-mety.
Sport ten powstał z pomysłu Kalifornijczyka Herberta Wagnera, który w latach 70. wynalazł wyrzutnię piłek tenisowych.